# Distrikt Saposoa
Der Distrikt Saposoa liegt in der Provinz Huallaga in der Region San Martín in Nordzentral-Peru. Der Distrikt wurde am 2. Januar 1857 gegründet. Er hat eine Fläche von 525 km². Beim Zensus 2017 wurden 14.269 Einwohner gezählt. Im Jahr 1993 lag die Einwohnerzahl bei 12.314, im Jahr 2007 bei 11.982. Die Distriktverwaltung befindet sich in der 307 m hoch gelegenen Provinzhauptstadt Saposoa mit 8089 Einwohnern (Stand 2017).

## Geographische Lage
Der Distrikt Saposoa liegt zentral in der Provinz Huallaga. Die Längsausdehnung in Ost-West-Richtung beträgt etwa 30 km. Der westliche Teil des Distrikts wird vom Río Pachicilla, einem linken Nebenfluss des Río Huayabamba, in südlicher Richtung durchflossen. Der östliche Teil des Distrikts wird vom Río Saposoa ebenfalls in südlicher Richtung durchflossen. Dazwischen verläuft ein Gebirgszug mittig in NNW-SSO-Richtung durch den Distrikt. Ferner wird der Distrikt im Osten und im Westen von weiteren Gebirgszügen flankiert. Alle drei Gebirgszüge sind Teil der peruanischen Ostkordillere.
Der Distrikt Saposoa grenzt im Westen an den Distrikt Pachiza (Provinz Mariscal Cáceres), im Norden an den Distrikt Alto Saposoa, im Osten an die Distrikte San Pablo und Bellavista (beide in der Provinz Bellavista) sowie im Süden an die Distrikte El Eslabón und Piscoyacu.